# Jimmy Gallagher
James J. Gallagher  (7 de junio de 1901 , Kirkintilloch, Escocia - 7 de octubre de 1971, Cleveland, Ohio) fue un futbolista estadounidense de origen escocés. 

## Selección nacional
Jugó 5 encuentros con la selección estadounidense y disputó 2 mundiales en 1930 y 1934.

### Participaciones en Copas del Mundo
| Mundial                        | Sede    | Resultado    | PJ | Goles |
| ------------------------------ | ------- | ------------ | -- | ----- |
| Copa Mundial de Fútbol de 1930 | Uruguay | Tercer lugar | 3  | 0     |
| Copa Mundial de Fútbol de 1934 | Italia  | Primera fase | 0  | 0     |

## Clubes
| Club                      | País           | Año         |
| ------------------------- | -------------- | ----------- |
| Tebo Yacht Basin          | Estados Unidos | 1919 - 1921 |
| J&P Coats                 | Estados Unidos | 1921 - 1923 |
| Fall River F.C.           | Estados Unidos | 1923        |
| New York Giants           | Estados Unidos | 1924        |
| Philadelphia Field Club   | Estados Unidos | 1928        |
| Fleisher Yarn             | Estados Unidos | 1924 - 1925 |
| Indiana Flooring          | Estados Unidos | 1925 - 1927 |
| New York Nationals        | Estados Unidos | 1927 - 1930 |
| New York Giants           | Estados Unidos | 1930 - 1932 |
| New York Field Club       | Estados Unidos | 1932 - 1933 |
| Malta United              | Estados Unidos | 1933        |
| Cleveland Slavia          | Estados Unidos | Desconocido |
| Cleveland Graphite Bronze | Estados Unidos | Desconocido |